# Ana Ivanović
Ana Ivanović (cyryl. Ана Ивановић, posłuchajⓘ; ur. 6 listopada 1987 w Belgradzie) – serbska tenisistka, była liderka rankingu WTA, zwyciężczyni piętnastu turniejów singlowych, modelka, ambasador dobrej woli UNICEF.
Ivanović zostawała liderką rankingu singlowego WTA dwukrotnie. Łącznie przewodniczyła stawce tenisistek przez 12 tygodni, po raz pierwszy 9 czerwca 2008, a po raz ostatni 7 września 2008. Jest ona także triumfatorką jednego turnieju wielkoszlemowego – French Open 2008. Dwukrotnie osiągała też wielkoszlemowy finał, podczas French Open w 2007 roku i Australian Open w 2008 roku. Na korcie zarobiła ponad 15,5 mln dolarów amerykańskich.
Ana Ivanović jest tenisistką praworęczną z oburęcznym bekhendem. Profesjonalistką została 17 sierpnia 2003 roku, a pierwszy turniej kategorii WTA wygrała w Canberze w 2005 roku. Zmagania w Pucharze Federacji rozpoczęła w roku 2006, początkowo reprezentując Serbię i Czarnogórę, a od roku 2007 Serbię. W dniu 28 grudnia 2016 r. za pośrednictwem portalu społecznościowego Facebook Ana Ivanović poinformowała o zakończeniu sportowej kariery.

## Życiorys

### Dzieciństwo
Ana Ivanović urodziła się 6 listopada 1987 roku w Belgradzie w Jugosławii. Jej matka Dragana jest prawnikiem, natomiast ojciec Miroslav biznesmenem. Ivanović ma młodszego brata Miloša, z którym często gra w koszykówkę.
Ana Ivanović zaczęła odbijać piłki tenisowe w wieku pięciu lat. Jej pierwszym idolem była Monica Seles, jugosłowiańska tenisistka, której mecz z French Open 1992 obejrzała dzięki transmisji telewizyjnej. Kilka dni później poprosiła rodziców, aby zapisali ją do lokalnej szkółki tenisowej w Belgradzie, gdzie nauczyła się grać w tenisa ziemnego. W czasie rozpadu Jugosławii, ze względu na własne bezpieczeństwo, trenowała jedynie nad ranem w pustostanie, w którym niegdyś mieścił się kryty basen.

### Kariera tenisowa

#### Lata 2003–2004
17 sierpnia 2003 roku Serbka uzyskała status profesjonalistki. Jej pierwszy start w zawodowym turnieju miał miejsce w 2003 roku w Luksemburgu, gdzie nie udało jej się awansować do drabinki głównego turnieju (przegrała w drugiej rundzie eliminacji kwalifikacyjnych z Sofią Arvidsson).
Podczas sezonu 2004 wygrała pięć turniejów rangi ITF, z czego dwa jako kwalifikantka. Osiągnęła finał juniorskiego Wimbledonu 2004, w którym przegrała z Kateryną Bondarenko 4:6, 7:6, 2:6. Następnie zakwalifikowała się do turniejów w Birmingham i Wiedniu, w obydwu odpadła w pierwszej rundzie. Przegrała również w pierwszej rundzie kwalifikacji do US Openu 2004. W pierwszej rundzie turnieju w Zurychu pokonała w trzech setach Tatianę Golovin, klasyfikowaną wówczas na dwudziestym dziewiątym miejscu rankingu singlowego. W następnym meczu została wyeliminowana przez Venus Williams, wynikiem 6:7(11), 6:7(6). Rok 2004 zakończyła na dziewięćdziesiątej siódmej pozycji w rankingu WTA.

#### Sezon 2005
Rok 2005 rozpoczęła od triumfu w Canberra Women’s Classic w Canberze, turnieju kategorii piątej. W finale pokonała szczęśliwą przegraną Melindę Czink 7:5, 6:1, a w ciągu całego turnieju, łącznie z eliminacjami, straciła tylko jednego seta w meczu drugiej rundy z Evie Dominiković (5:7, 6:3, 6:4). Był to pierwszy tytuł Ivanović zaliczany do cyklu WTA Tour. Zapisała się też w historii jako dwudziesta szósta kwalifikantka, która wygrała turniej zawodowy. Podczas Australian Open 2005 w pierwszych dwóch meczach wyeliminowała rozstawioną z numerem trzydziestym drugim Ivetę Benešovą i Mariję Kirilenko. Z turnieju odpadła w trzeciej rundzie, przegrywając z Amélie Mauresmo 2:6, 5:7. Również Mauresmo pokonała ją w pierwszej rundzie zawodów w Dosze.
W marcu Serbka wystartowała w NASDAQ-100 Open w Miami, gdzie osiągnęła ćwierćfinał, eliminując między innymi rozstawioną z numerem dziesiątym Nadię Pietrową (6:4, 7:5), Nicole Vaidišovą (6:2, 7:6) i rozstawioną z numerem ósmym Swietłanę Kuzniecową (6:3, 3:6, 7:5). W meczu o półfinał przegrała z Amélie Mauresmo. Następnie wzięła udział w turnieju J&S Cup, rozgrywanym w Warszawie. W pierwszej rundzie wygrała z
Martiną Suchą, w drugiej z Wierą Zwonariową, dziesiątą tenisistką w rankingu singlowym, a w ćwierćfinale z Nathalie Dechy. W półfinale została wyeliminowana przez Justine Henin, wynikiem 4:6, 5:7.
W trakcie przygotowań do Roland Garros odpadła w pierwszej rundzie turnieju w Berlinie, przegrywając z Dinarą Safiną i w trzeciej rundzie turnieju w Rzymie, przegrywając z Patty Schnyder. Podczas French Open 2005 została rozstawiona z numerem dwudziestym dziewiątym. W pierwszym meczu pokonała Stéphanie Foretz, a w drugim Ivetę Benešovą.
W trzeciej rundzie po raz pierwszy w karierze wygrała z Amélie Mauresmo, wynikiem 6:4, 3:6, 6:4. W kolejnym meczu wyeliminowała Francescę Schiavone, osiągając tym samym pierwszy wielkoszlemowy ćwierćfinał w karierze, w którym została pokonana 2:6, 2:6 przez rozstawioną z numerem siódmym Nadię Pietrową.
Na Wimbledonie 2005, jako tenisistka rozstawiona z numerem dziewiętnastym, osiągnęła trzecią rundę, w której została wyeliminowana przez wyżej klasyfikowaną w rankingu Mary Pierce. W drugim meczu US Open 2005 przegrała 6:3, 5:7, 1:6 z Maríą Vento-Kabchi. W październiku wzięła udział w turnieju rozgrywanym w Zurychu, gdzie osiągnęła swój pierwszy półfinał zawodów kategorii pierwszej, pokonując wcześniej Jelenę Janković i Katarinę Srebotnik. W meczu o finał przegrała 2:6, 1:6 z Patty Schnyder. W następnym tygodniu doszła do kolejnego półfinału, tym razem w Linzu, w którym ponownie została wyeliminowana przez Schnyder (5:7, 2:6). Ivanović zakończyła sezon 2005 jako szesnasta tenisistka rankingu singlowego WTA.

#### Sezon 2006
Na początku sezonu 2006 Ivanović wystartowała w turnieju w Sydney, gdzie w drugiej rundzie pokonała Amélie Mauresmo (6:3, 7:5), ale w kolejnym meczu przegrała 6:7(3), 3:6 ze Swietłaną Kuzniecową. Na Australian Open 2006 została rozstawiona z numerem dwudziestym pierwszym. Po zwycięstwie w pierwszej rundzie z Shenay Perry, w drugiej wyeliminowała ją Samantha Stosur, wynikiem 3:6, 5:7. Następnie odpadła w drugich rundach zawodów w Tokio i w Antwerpii.
Serbka, jako tenisistka rozstawiona z numerem ósmym, osiągnęła ćwierćfinał turnieju w Indian Wells, eliminując w pierwszych trzech meczach kolejno: Séverine Beltrame, Shenay Perry i Annę Czakwetadze. W meczu o półfinał została pokonana 6:2, 4:6, 2:6 przez rozstawioną z numerem czwartym Jelenę Diemientjewą. W Miami, po zwycięstwach nad Ivetą Benešovą i Aloną Bondarenko, przegrała w czwartej rundzie z Amélie Mauresmo. W kwietniu wystartowała w zawodach w Warszawie, gdzie w pierwszej rundzie wygrała 6:4, 7:5 z Martą Domachowską, a w następnej 6:3, 6:2 z rozstawioną z numerem drugim Patty Schnyder. Odpadła w ćwierćfinale, po porażce w trzysetowym meczu z Anną Czakwetadze. Została rozstawiona z numerem dziewiętnastym podczas wielkoszlemowego French Open 2006. W paryskim turnieju osiągnęła trzecią rundę, w której została wyeliminowana przez Anastasiję Myskinę, wynikiem 2:6, 3:6.
Część sezonu rozgrywaną na kortach trawiastych rozpoczęła od startu w ’s-Hertogenbosch, gdzie odpadła w ćwierćfinale, przegrywając 6:7(6), 4:6 z Jeleną Diemientjewą. Na Wimbledonie 2006 w pierwszych trzech meczach wygrała z Emmanuelle Gagliardi, Sarah Borwell i Dinarą Safiną. W kolejnej rundzie została pokonana 3:6, 4:6 przez Amélie Mauresmo, późniejszą triumfatorkę turnieju.

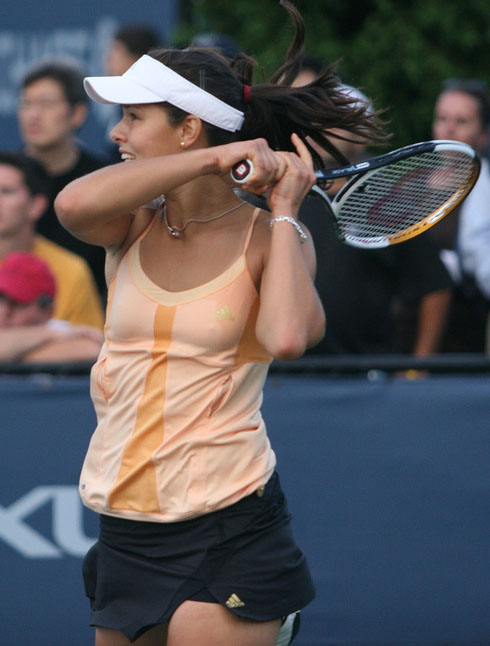
Ana Ivanović na US Open 2006

Na przełomie lipca i sierpnia doszła do trzeciej rundy zawodów w San Diego, a tydzień później do ćwierćfinału w Los Angeles. Następnie wzięła udział w Rogers Cup, turnieju kategorii pierwszej rozgrywanego w Montrealu. Jako tenisistka rozstawiona z numerem trzynastym wyeliminowała Tatianę Golovin w pierwszej rundzie i Zheng Jie w drugiej. Jej kolejna rywalka, Jelena Janković, mecz trzeciej rundy poddała walkowerem. W ćwierćfinale pokonała Katarinę Srebotnik 6:4, 6:4, a w półfinale Dinarę Safinę 6:1, 6:4. Mecz finałowy z Martiną Hingis, trwający pięćdziesiąt osiem minut, wygrała Serbka, wynikiem 6:2, 6:3. Był to drugi tytuł Ivanović zaliczany do cyklu WTA Tour. Na US Open 2006, jako tenisistka rozstawiona z numerem szesnastym, odpadła w trzeciej rundzie, w której pokonała ją Serena Williams.
We wrześniu przegrała w pierwszych rundach turniejów w Bali i w Luksemburgu. W Linzu wygrała z Michaëllą Krajicek i Agnieszką Radwańską, po czym została wyeliminowana w ćwierćfinale przez Mariję Szarapową, wynikiem 6:7(3), 5:7. Tydzień później osiągnęła ćwierćfinał zawodów w Hasselt. Rok 2006 zakończyła na czternastej pozycji rankingu singlowego WTA.

#### Sezon 2007
Sezon 2007 rozpoczęła od występu w Gold Coast, gdzie w ćwierćfinale została pokonana przez Szachar Pe’er. Tydzień później osiągnęła ćwierćfinał zawodów w Sydney, przegrywając z Nicole Vaidišovą. Na Australian Open 2007 organizatorzy rozstawili ją z numerem trzynastym. Serbka wyeliminowała w pierwszej rundzie Vanię King 6:2, 6:0, a w drugiej Agnieszkę Radwańską 6:2, 3:6, 6:2. W trzecim meczu przegrała w dwóch setach z Wierą Zwonariową.
Jako tenisistka rozstawiona z numerem piątym, osiągnęła finał w Tokio, turnieju kategorii pierwszej. W ćwierćfinale zawodów pokonała rodaczkę, Jelenę Janković, a w półfinale ówczesną liderkę rankingu singlowego, Mariję Szarapową, która skreczowała przy wyniku 6:1, 0:1 dla Ivanović. W meczu finałowym przegrała 4:6, 2:6 z Martnią Hingis. Następnie doszła do ćwierćfinału w Antwerpii, gdzie została wyeliminowana przez Kim Clijsters. W marcowych turniejach rozgrywanych w Stanach Zjednoczonych przegrała w czwartej rundzie w Indian Wells z Sybille Bammer i w drugiej rundzie w Miami z Jarosławą Szwiedową.
Sezon na kortach ziemnych rozpoczęła od zawodów w Amelia Island. Rozstawiona z numerem szóstym Ivanović wygrała wówczas z Peng Shuai, Nathalie Dechy i Jeleną Janković. W półfinale została pokonana przez rozstawioną z numerem ósmym Tatianę Golovin, wynikiem 4:6, 6:3, 4:6. Tydzień później odpadła w trzeciej rundzie w Charleston, po kolejnej porażce ze Zwonariową. W maju Serbka zdobyła trzeci tytuł rangi WTA w karierze. Miało to miejsce podczas turnieju kategorii pierwszej w Berlinie. Jako turniejowy numer dwanaście w pierwszych trzech rundach wyeliminowała kolejno Laurę Granville, Jelenę Lichowcewą i Alonę Bondarenko. W ćwierćfinale pokonała 7:5, 3:6, 6:4 Patty Schnyder, a w półfinale Juliję Wakułenko, która skreczowała przy wyniku 4:3 dla Ivanović. Finał ze Swietłanę Kuzniecową, podczas którego doznała kontuzji prawej kostki, wygrała wynikiem 3:6, 6:4, 7:6(4).
Podczas French Open 2007, rozstawiona z numerem siódmym Ivanović, w pierwszych czterech meczach wygrała kolejno z Sofią Arvidsson, Sanią Mirzą, Ralucą Olaru i Anabel Mediną Garrigues. W ćwierćfinale wyeliminowała rozstawioną z numerem trzecim Swietłanę Kuzniecową, wynikiem 6:0, 3:6, 6:1. W półfinale pokonała 6:2, 6:1 Mariję Szarapową, drugą w rankingu WTA. W swoim pierwszym wielkoszlemowym finale przegrała 1:6, 2:6 z Justine Henin.
W zawodach w ’s-Hertogenbosch doszła do ćwierćfinału, w którym została wyeliminowana przez Danielę Hantuchovą. Tydzień później wystartowała w Wimbledonie 2007. Po zwycięstwach w pierwszych trzech meczach nad Melindą Czink, Meilen Tu i Aravane Rezaï, w czwartej rundzie pokonała 6:1, 2:6, 6:4 rozstawioną z numerem jedenastym Nadię Pietrową. W ćwierćfinale wygrała 4:6, 6:2, 7:5 z rozstawioną z numerem czternastym Nicole Vaidišovą, broniąc w decydującym secie trzech piłek meczowych. W półfinale przegrała 2:6, 4:6 z Venus Williams.

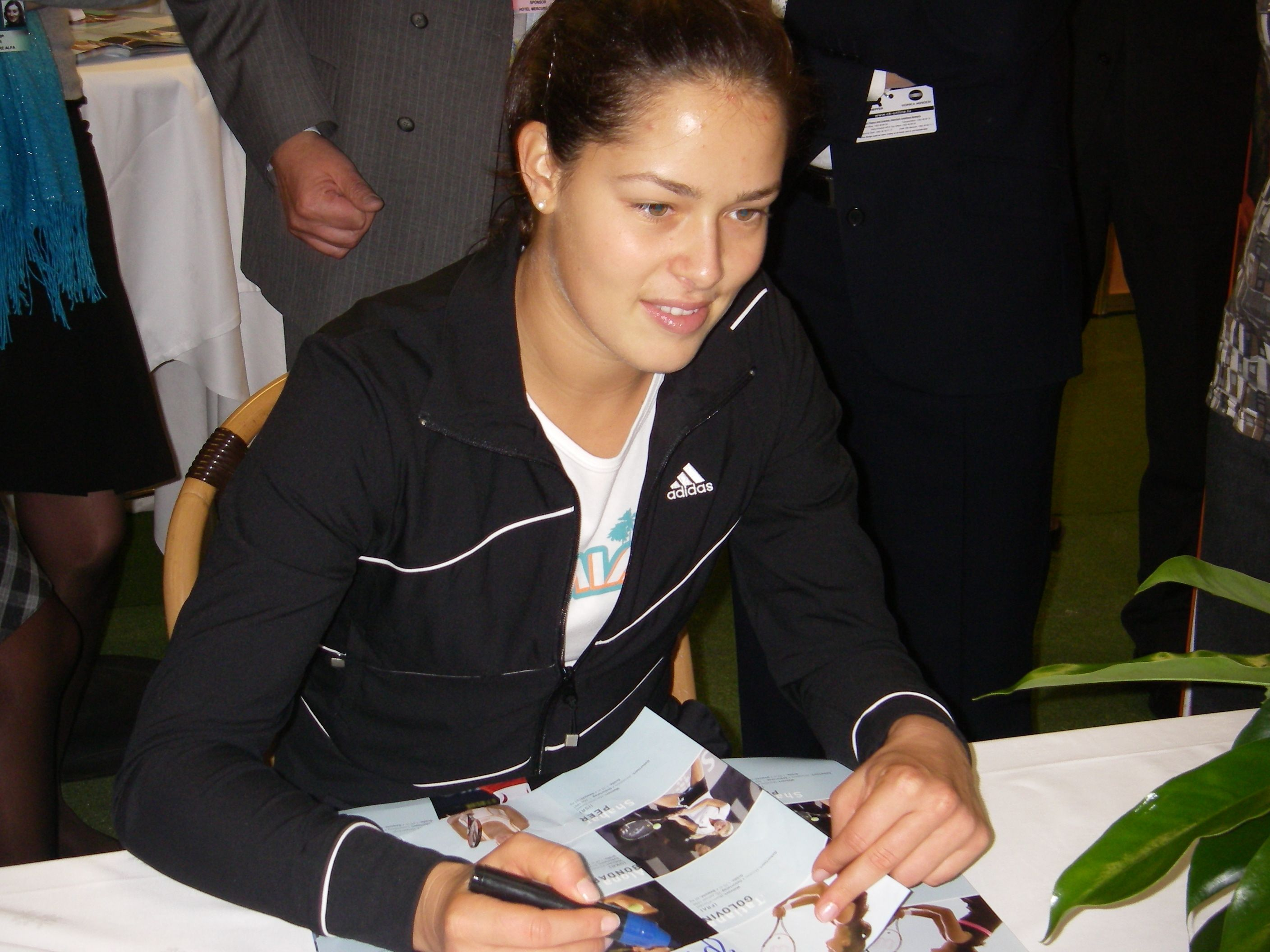
Ivanović podczas spotkania z fanami w Luksemburgu (2007)

Podjęła decyzję o wycofaniu się z turnieju w San Diego z powodu kontuzji lewego kolana, której doznała podczas Wimbledonu. Następnie odniosła czwarte turniejowe zwycięstwo w karierze, pokonując 7:5, 6:4 Nadię Pietrową w finale w Los Angeles. Po tym sukcesie awansowała na czwarte miejsce singlowego rankingu WTA. Nie obroniła wywalczonego rok wcześniej tytułu Rogers Cup, przegrywając w pierwszym meczu z Yan Zi. W pierwszej rundzie US Open 2007 rozstawiona z numerem piątym Ivanović wygrała z Aiko Nakamurą, a w kolejnych dwóch meczach wyeliminowała Aravane Rezaï i Wierę Duszewinę. Odpadła w czwartej rundzie po porażce z Venus Williams, turniejowym numerem dwanaście.
We wrześniu wystartowała w Luksemburgu, w którym organizatorzy rozstawili ją z numerem drugim. Serbka w drodze do finału, bez utraty seta, pokonała Anne Kremer, Tatianę Golovin i Wierę Zwonariową. W meczu o zwycięstwo w całych zawodach wygrała z Danielą Hantuchovą, wynikiem 3:6, 6:4, 6:4. Następnie odniosła porażki w drugich rundach w Stuttgarcie i Zurychu.
28 września 2007 roku zapewniła sobie udział w turnieju Sony Ericsson Championships, rozgrywanym w Madrycie na początku listopada. Serbka została przyporządkowana do grupy czerwonej. W pierwszych dwóch meczach grupowych odniosła zwycięstwa nad Swietłaną Kuzniecową i Danielą Hantuchovą, ale w ostatnim przegrała z Mariją Szarapową. Rezultaty te pozwoliły jej awansować do półfinału, w którym została wyeliminowana 4:6, 4:6 przez Justine Henin. Ivanović zakończyła sezon 2007 na czwartym miejscu w rankingu singlowego WTA.

#### Sezon 2008

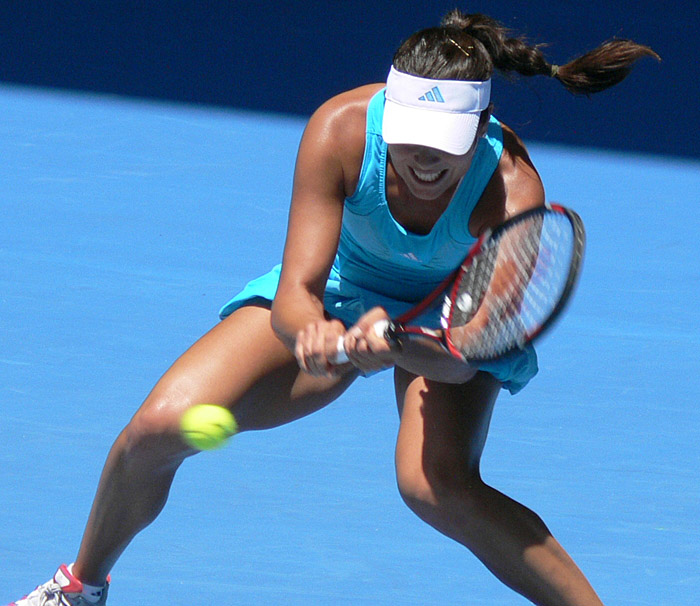
Ivanović podczas Australian Open 2008

Na początku sezonu 2008 wystąpiła w pokazowym turnieju w Hongkongu. Następnie wzięła udział w turnieju w Sydney, dochodząc do półfinału i ulegając Justine Henin. Rezultat ten pozwolił jej na awans na trzecie miejsce w rankingu WTA, tym samym ceremonialne miano pierwszej rakiety Serbii.
W Australian Open, w ćwierćfinale pokonała po raz pierwszy w karierze Venus Williams 7:6, 6:4, a w półfinale Danielą Hantuchovą 0:6, 6:3, 6:4. W finale przegrała z Mariją Szarapową 5:7, 3:6. Dzięki temu, iż dotarła do tak dalekiej fazy turnieju oraz wcześniejszym porażkom wyżej rozstawionych rywalek, awansowała na drugie miejsce w rankingu.
W bardzo silnie obsadzonym turnieju Dosze, rozstawiona z numerem 1, po wolnej I rundzie, w II wygrała 6:3, 6:1 z Wolhą Howarcową. Przy prowadzeniu 6:3, 5:1 i 30-15 doznała kontuzji kostki i mimo doprowadzenia meczu do końca, postanowiła kolejny mecz, przeciwko Agnieszce Radwańskiej, oddać walkowerem. Następnie wzięła udział w turnieju w Dubaju. W II rundzie miała wolny los, a w II pokonała Nicole Vaidišovą 6:4, 6:0. Następnie w ćwierćfinale przegrała z późniejszą zwyciężczynią Jeleną Diemientjewą 7:5, 3:6, 3:6.
W Indian Wells była rozstawiona z numerem pierwszym. W drodze do finału pokonała m.in. Wierę Zwonariową w ćwierćfinale oraz Jelenę Janković w półfinale. W ostatniej fazie turnieju wygrała z Rosjanką Swietłaną Kuzniecową 6:4, 6:3.Tym samym wygrała swój ósmy turniej z cyklu WTA.
W Miami nie odniosła większych sukcesów, przegrała już w III rundzie ulegając Amerykance Lindsay Davenport 4:6 2:6.
Doszła do półfinału imprezy w Berlinie, gdzie przegrała z Rosjanką Jeleną Diemientjewą 2:6 5:7 oraz do II rundy turnieju w Rzymie, gdzie uległa Bułgarce Cwetanie Pironkowej 4:6 7:5 2:6.

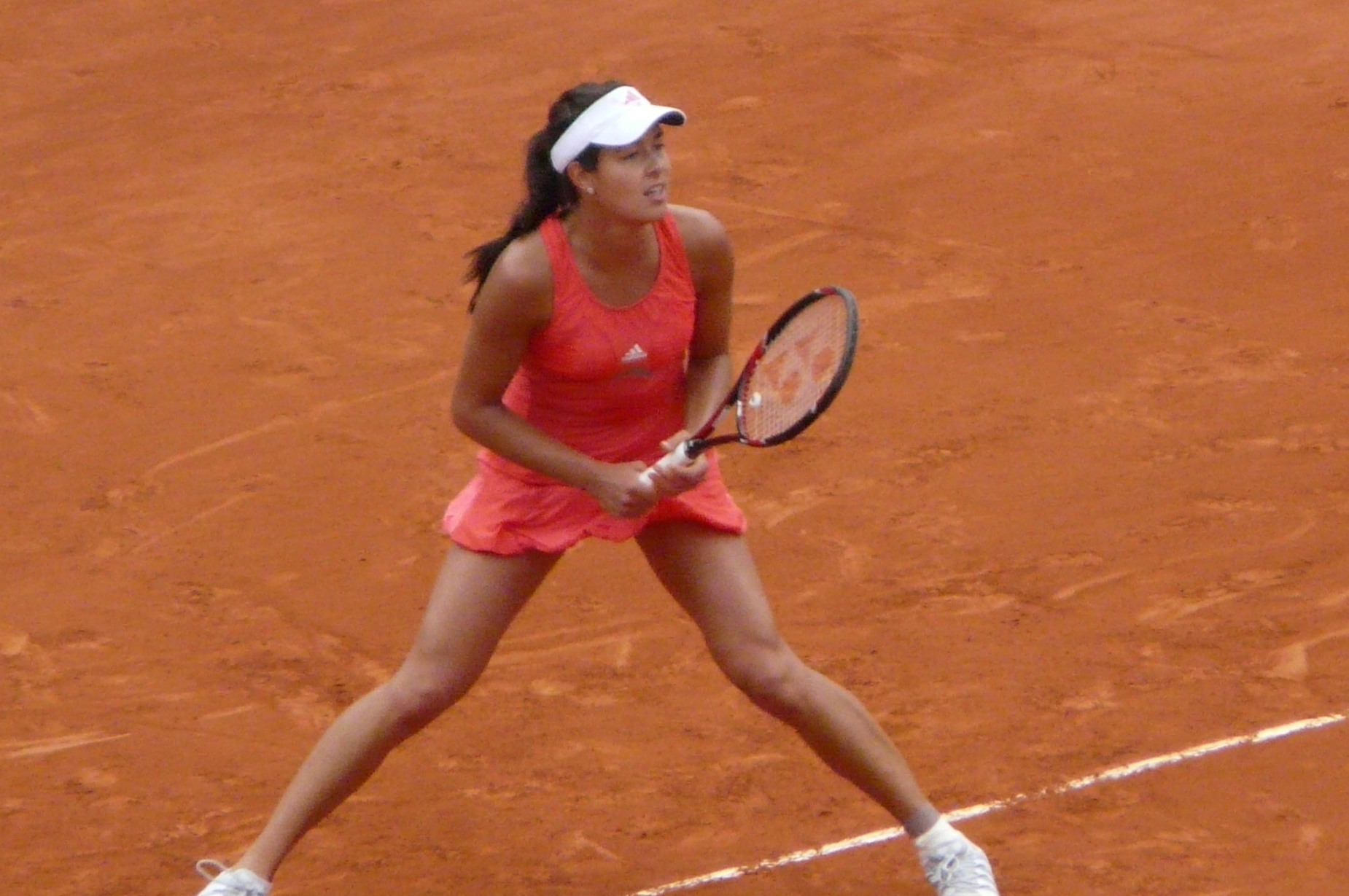
Ivanović podczas French Open 2008

Ogromny sukces odniosła na paryskich kortach Rolanda Garrosa. Pokonała m.in. Caroline Wozniacki w III rundzie, Petrę Cetkovską w IV oraz Patty Schnyder w ćwierćfinale. W półfinale po raz siódmy w karierze przyszło jej się zmierzyć z rodaczką Jeleną Janković. Mecz, którego stawką było pierwsze miejsce w rankingu tenisistek WTA wygrała 6:4 3:6 6:4. W finale pokonała Rosjankę Dinarę Safinę 6:4 6:3 wygrywając swój pierwszy turniej wielkoszlemowy w karierze, a 9 czerwca została 17. w historii liderką rankingu WTA.
Na trawiastych kortach Wimbledonu przegrała sensacyjnie w III rundzie ze Zheng Jie 1:6 4:6, pokonując we wcześniejszych meczach Paragwajkę Rosanę De los Rios 6:1 6:2 oraz Francuzkę Nathalie Dechy 6:7 7:6(3) 10:8, broniąc w drugim secie dwie piłki meczowe.
Przed US Open wzięła udział tylko w turnieju w Montrealu, na którym została rozstawiona z numerem pierwszym. W I rundzie miała wolny los, w II pokonała Petrę Kvitovą 6:3, 4:6, 6:3. W meczu III rundy uległa Austriaczce Tamirze Paszek 2:6, 6:1, 2:6. Na samym US Open odpadła w drugim meczu z Julie Coin 3:6, 6:4, 3:6. Była to najwcześniejsza porażka najwyżej rozstawionej tenisistki na US Open od 1968 roku, czyli od początku ery open.
Następnie wystartowała w turnieju w Tokio, gdzie przegrała w II rundzie z Nadią Pietrową 1:6, 6:1, 2:6. W I rundzie turnieju w Pekinie miała wolny los, a w II pokonała Alizé Cornet. W ćwierćfinale po raz kolejny uległa Zheng Jie. W Moskiwie przegrała w II rundzie. Na turnieju w Zurychu pokazała dobrą formę. Po pierwszej rundzie z wolnym losem, w II pokonała Marion Bartoli, a w ćwierćfinale Petrę Kvitovą. W półfinale uległa Venus Williams 6:4, 3:6, 4:6. Kolejny dobry występ zaliczyła w Linzu. Rozstawiona z jedynką Serbka w półfinale pokonała Polkę Agnieszkę Radwańską 6:2, 3:6, 7:5, a w finale wygrała z Wierą Zwonariewą 6:2, 6:1.
Na koniec sezonu wystartowała w turnieju mistrzyń w Dosze. W pierwszym meczu swojej grupy przegrała z Jeleną Janković 3:6, 4:6. W drugim spotkaniu uległa Wierze Zwonariewej
3:6, 7:6, 5:7. Z powodu choroby nie zagrała przeciwko Swietłanie Kuzniecowej, a jej miejsce zajęła Agnieszka Radwańska.

#### Sezon 2009

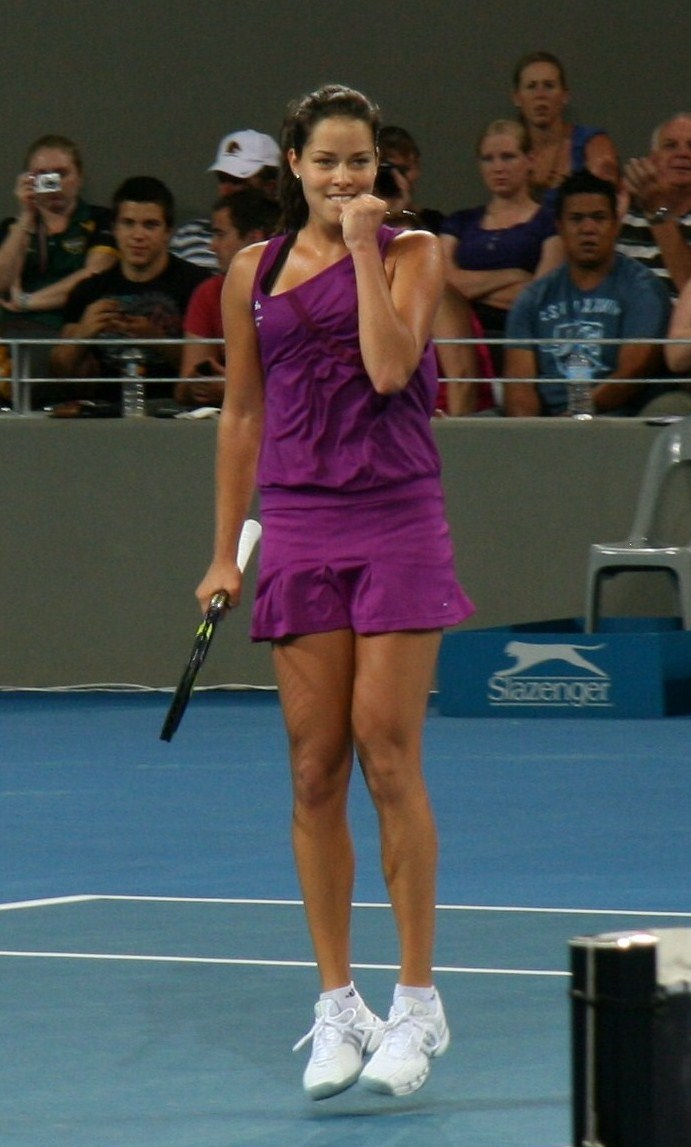
Mecz Ivanović z Kvitovą – Brisbane 2009

Na początku roku wystąpiła w turnieju w Brisbane, przygotowując się do występu na Australian Open. W I rundzie pokonała Petrę Kvitovą 6:4, 6:2. W II rundzie wygrała z Robertą Vinci 6:7, 7:5, 6:1, broniąc dwóch piłek meczowych. W ćwierćfinale nieoczekiwanie przegrała 3:6, 2:6 z Amélie Mauresmo. W I rundzie Australian Open pokonała Julię Görges 7:5, 6:3. Podczas II rundy nie dała szans kwalifikantce Albercie Brianti, awansując do III rundy z wynikiem 6:3, 6:2. W III rundzie uległa 5:7, 7:6, 2:6 Alisi Klejbanowej.
Podczas Fed Cup odbywającego się w Serbii, pokonała Ai Sugiyamę 6:4, 6:4, a następnie Ayumi Moritę 6:1, 6:2. W Dubaju uległa w ćwierćfinale Amerykance Serenie Williams. Od tego turnieju jej oficjalnym trenerem został Craig Kardon. W Indian Wells, broniąc zeszłorocznego tytułu, dotarła do finału, ulegając w nim Wierze Zwonariowej 6:7, 2:6. Podczas drogi do finału pokonała między innymi: Flavię Pennettę 6:4, 4:6, 6:4, i Anastasiji Pawluczenkowej 6:2, 6:3. Nieoczekiwanie odpadła w III rundzie turnieju w Miami, przegrywając 4:6, 6:4, 1:6 Węgierce Ágnes Szávay.
W Fed Cup, odbywającym się w Hiszpanii, wraz z Jeleną Janković, doprowadziła drużynę serbską do Grupy Światowej pokonując 3:6, 6:1, 6:2 nabel Medinę Garrigues.

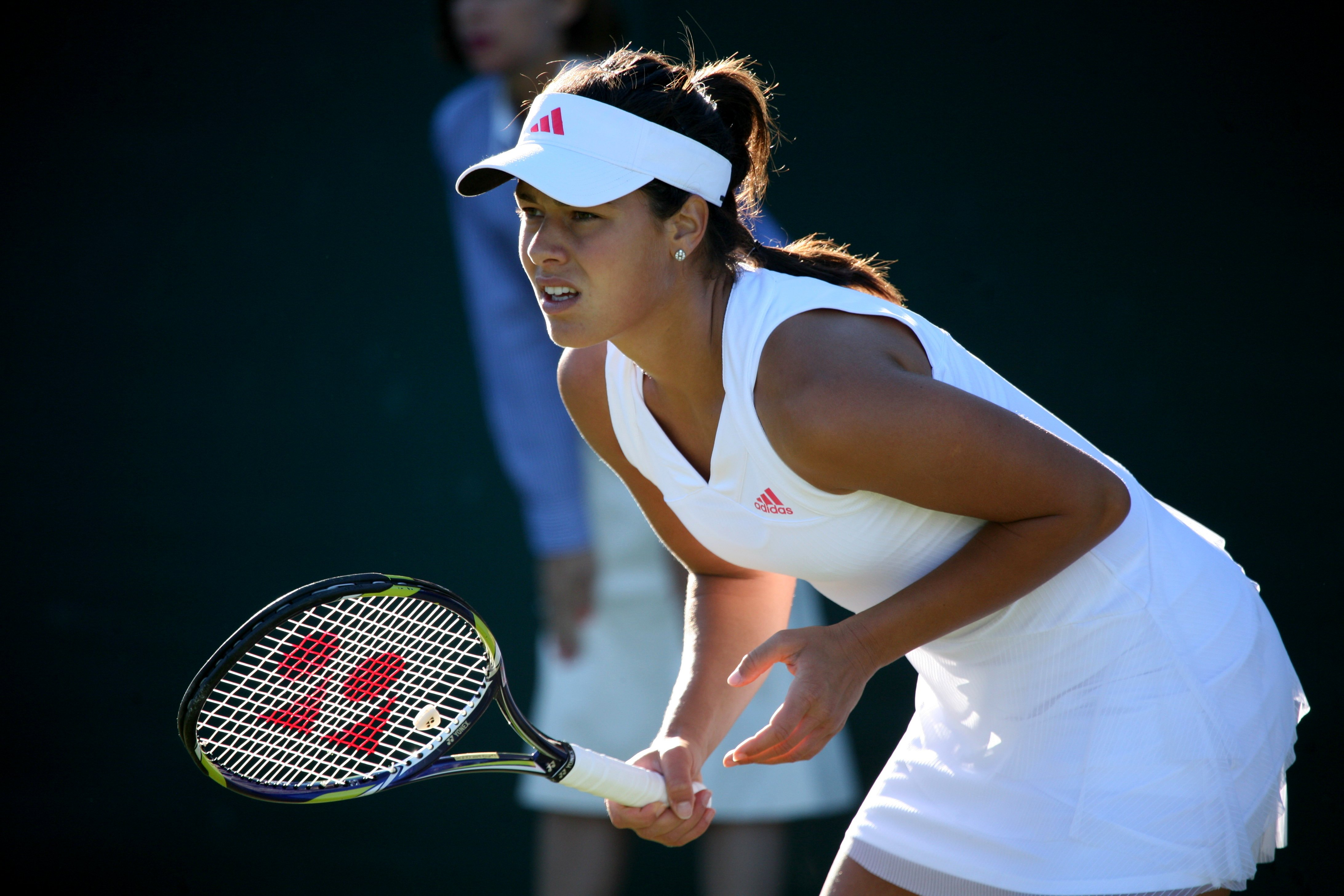
Ivanović podczas Wimbledonu 2009

Następnie wystartowała w Rymie. W I rundzie miała wolny los, a w II pokonała Francesecę Schiavone 6:3, 6:4. W walce o ćwierćfinał przegrała z Agnieszką Radwańską 1:6, 6:3, 4:6 (mimo prowadzenia w decydującym secie 4:0). Zrezygnowała ze startu w turnieju w Madrycie z powodu kontuzji kolana.
Kolejnym startem w tym sezonie był Roland Garros, w którym broniła tytułu z poprzedniego roku. Rozstawiona z numerem ósmym, w I rundzie pokonała Serę Errani 7:6, 6:3. Wspaniały tenis pokazała w meczu II i III rundy, gdzie kolejno pokonała Tamarine Tanasugarn 6:1, 6:2 oraz Ivetę Benešovą 6:0, 6:2. Z turnieju wielkoszlemowego rozgrywanego we Francji odpadła w IV rundzie. Została pokonana przez Wiktoryję Azarankę 6:2, 6:3. Nieoficjalnie mówi się, że powodem porażki była kolejna kontuzja lewego kolana.
Przed turniejem w Eastbourne niespodziewanie ogłosiła, iż zrezygnowała ze współpracy z trenerem – Craigiem Kardonem. W turnieju w Eastbourne, odpadła w I rundzie przegrywając z Nadią Pietrową 1:6, 6:4, 4:6. Podczas tego turnieju oraz na Wimbledonie jej trenerem został Darren Cahill.
Następnie wystartowała w najpopularniejszym turnieju tenisowym na świecie – Wimbledonie. W I rundzie po ponad dwugodzinnej grze z Lucie Hradecką wygrała 5:7, 6:2, 8:6. W II rundzie bez większych problemów uporała się z Sarą Errani, a w III rundzie pokonała Sam Stosur. W kolejnym meczu zagrała z Venus Williams. Przy stanie 1:6, 1:0 Ivanović skreczowała z powodu kontuzji biodra.
Podczas turnieju rozgrywanego w Los Angeles I rundę miała wolną. W II pokonała Vanię King 6:4, 4:6, 6:1. Z turnieju odpadła ulegając Samancie Stosur 3:6, 2:6 w III rundzie. Następnie wystartowała w Cincinnati. W I rundzie z problemami wygrała z Melanie Oudin 2:6, 6:1, 6:1. Porażkę odniosła w II rundzie, gdzie przegrała z Melindą Czink 6:7, 5:7. W Toronto w II rundzie uległa Lucie Šafářovej.
Jeden z najgorszych startów w swojej karierze odnotowała na US Open. Z turnieju odpadła w I rundzie ulegając 6:2, 3:6, 6:7 Katerynie Bondarenko. Podczas turnieju w Tokio przegrała już w pierwszym meczu z Lucie Šafářovą. Porażka 4:6, 6:7(1) była ostatnim spotkaniem Ivanović w sezonie 2009. Początkowo miała zamiar wystąpić jeszcze w kilku turniejach, lecz tuż po wylosowaniu drabinki turniejowej w Pekinie zrezygnowała z gry do końca roku 2009.

#### Sezon 2010

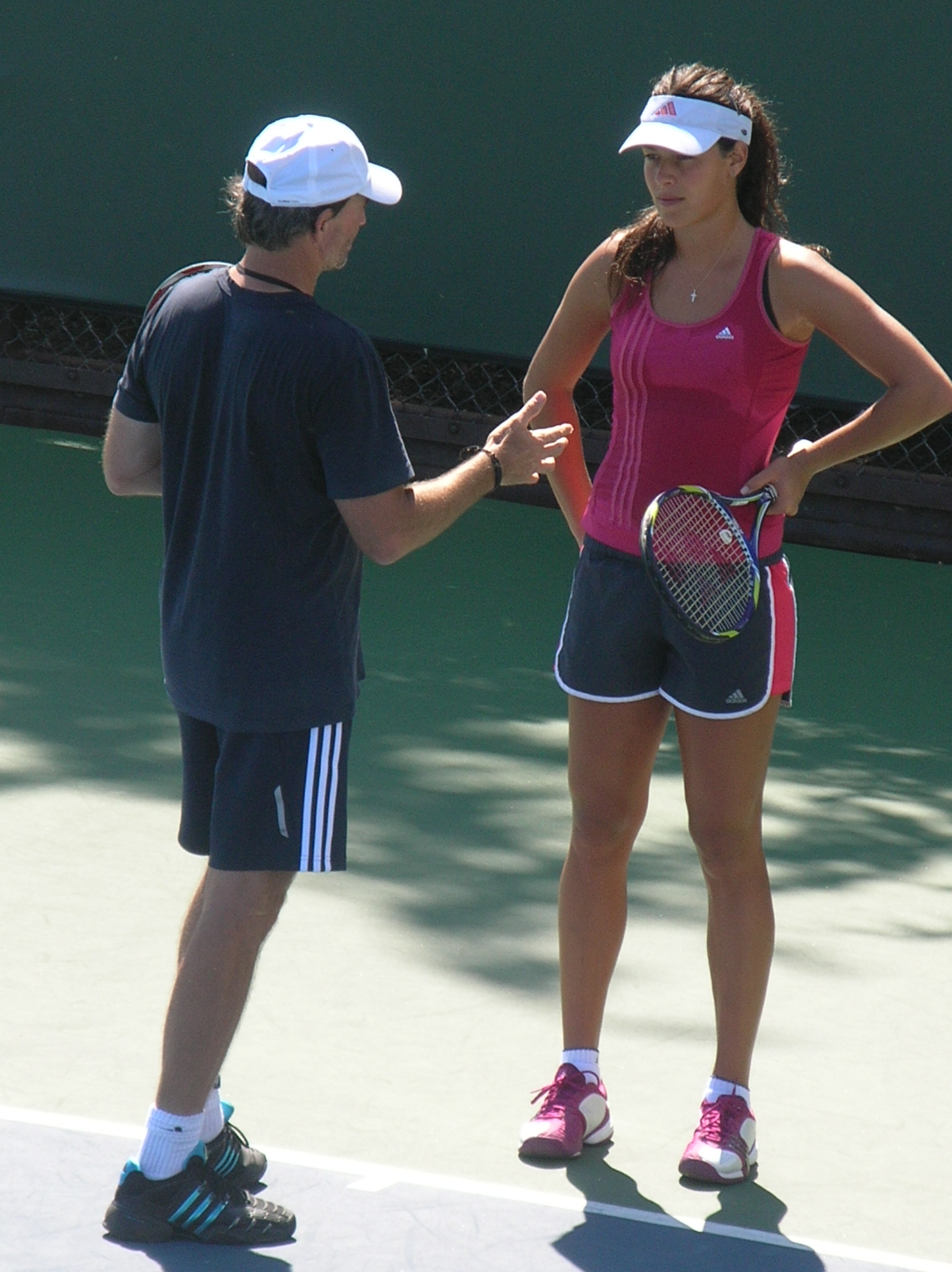
Ivanović oraz Gunthardem podczas Bank of the West Classic 2010

W przygotowaniu do pierwszego turnieju wielkoszlemowego w 2010 roku, wystąpiła w turnieju w Brisbane. Zaprezentowała się z dobrej strony, pokonując Rosjankę Anastasiję Pawluczenkową i faworytkę gospodarzy Jelenę Dokić. Przegrała w półfinale z powracającą do tenisa Justine Henin 3:6, 2:6. W Australian Open już w II rundzie uległa Giseli Dulko 7:6, 5:7, 4:6. Po tym turnieju zdecydowała się na współpracę z byłym trenerem Steffi Graf Hainzem Gunthardem.
Podczas turnieju w Indian Wells w I rundzie miała wolną. W II rundzie turnieju przegrała z Anastasiją Sevastovą 2:6, 4:6. W Miami tak jak w Kalifornii w I rundzie miała wolny los. W pierwszym meczu pokonała Pauline Parmentier 6:4, 6:3. W III rundzie uległa Agnieszce Radwańskiej 5:7, 5:7.
W Stuttgarcie w pierwszym meczu przegrała ponownie z Radwańską. Najlepszy start sezonu zaliczyła podczas turnieju rozgrywanego w Rzymie. W I rundzie pokonała Jelenę Wiesninę 6:1, 6:3, a w II nie dała szans rozstawionej z numerem 9 Wiktoryi Azarance, wygrywając pierwszy mecz z zawodniczką z pierwszej dziesiątki rankingu WTA od listopada 2008 roku. Kolejnego zwycięstwa nad zawodniczką z pierwszej dziesiątki dokonała w III rundzie, pokonując Jeleną Diemientjewą. W ćwierćfinale natomiast wygrała z kolejną Rosjanką Nadią Pietrową. Przegrała dopiero w półfinale, z późniejszą zwyciężczynią całego turnieju Maríą José Martínez Sánchez 4:6, 2:6. W I rundzie turnieju w Madrycie miała wolny los, stając się przy tym pierwszą zawodniczką z dziką kartą, która otrzymała wolny los w całej historii kobiecego tenisa. W drugim meczu po zaciętej walce uległa Jelenie Janković 6:4, 4:6, 1:6 (mimo prowadzenia 2:0 w drugim secie)
W I rundzie French Open pokonała Chang Kai-chen 6:3, 6:3. W II rundzie przegrała z Alisią Klejbanową 3:6, 0:6.
Po wielkoszlemowym French Open wystartowała w turnieju w ’s-Hertogenbosch. W I rundzie pokonała Sofię Arvidsson 4:6, 6:0, 6:1. W drugiej rundzie uległa Andrei Petković 6:4, 6:7, 6:1. Następnie wystartowała na kortach trawiastych Wimbledonu, gdzie przegrałą już w I rundzie z Szachar Pe’er 3:6, 4:6.
US Open Series rozpoczęła od startu w Stanford. W I rundzie pokonała Rosjankę Alisę Klejbanową 6:3, 6:2. W II rundzie uległa Marion Bartoli 3:6, 4:6. Podczas tego turnieju jej oficjalną trenerką od fitnessu została Marija Lojanica. Następnie zagrała w San Diego. Już w pierwszej rundzie przegrała znowu z Szachar Pe’er 6:7, 3:6.
Dobry występ zaliczyła podczas turnieju rozgrywanego w Cincinnati. W I rundzie po raz kolejny pokonała Wiktoryję Azarankę. Białorusinka prowadziła już 6:2, 5:3, jednak Serbka była w stanie odwrócić losy meczu i wygrać 2:6, 7:6, 6:2. W II rundzie po wielokrotnie przerywanym spotkaniu z powodu opadów deszczu, pokonała Jarosławę Szwiedową 6:1, 7:5. W III rundzie wygrała z Jeleną Wiesniną 6:3, 6:0, a w ćwierćfinale z Akgul Amanmuradovą 6:1, 6:3. W półfinale zmierzyła się z Kim Clijsters. Przy stanie 2:1 i 40-40 dla Clijsters, doznała kontuzji kostki. Z powodu bólu nogi musiała skreczować.
Kontuzja kostki wykluczyła ją ze startów w Montrealu i New Haven. W I rundzie US Open w dwóch setach (6:3, 6:2) pokonała Jekatierinę Makarową, a w II rundzie Zheng Jie 6:3, 6:0. W III rundzie wygrała z Virginie Razzano 7:5, 6:3 i tym samym po raz drugi w swojej karierze awansowała do IV rundy US Open. W walce o ćwierćfinał uległa Kim Clijsters 2:6, 1:6.
Następnie rozegrała turniej w Seulu, gdzie przegrała w pierwszej rundzie 6:2, 4:6, 2:6 z Wierą Duszewiną.
W turnieju Toray Pan Pacific Open w pierwszej rundzie pokonała Alisę Klejbanową, jednak już w drugiej rundzie przegrała 2:6 1:6 z Marion Bartoli.
Przebłyski dobrej formy pokazała w China Open. Doszła do ćwierćfinału, przegrywając 6(1):7 4:6 z Caroline Wozniacki.
W Generali Ladies Linz doszła do finału, pokonując między innymi Julię Görges oraz Robertę Vinci. W finale wygrała z Patty Schnyder 6:1, 6:2, zdobywając pierwszy tytuł od dwóch lat.
Następnie rozegrała singlowy i deblowy turniej Luxembourg Open. W singlu doszła do ćwierćfinału, przegrywając 3:6, 1:6 Julią Görges. W deblu, w parze z Yaniną Wickmayer, przegrała w drugiej rundzie.
Swój ostatni turniej w sezonie 2010 rozegrała na Bali, grając w Commonwealth Bank Tournament of Champions. W finale pokonała Alisę Klejbanową 6:2 7:6(5). Dzięki temu zwycięstwu sezon 2010 zakończyła na pozycji 17 w rankingu WTA.

#### Sezon 2014
Sezon 2014 Ivanović rozpoczęła od triumfu w zawodach w Auckland. W finale pokonała Venus Williams wynikiem 6:2, 5:7, 6:4. Na Australian Open pokonała m.in. najwyżej rozstawioną Serenę Williams w czwartej rundzie. W spotkaniu ćwierćfinałowym przegrała z Eugenie Bouchard 7:5, 5:7, 2:6.
W lutym w drugiej rundzie zawodów w Dosze przegrała z Klárą Zakopalovą 6:4, 1:6, 3:6. W Dubaju także awansowała do drugiej fazy rozgrywek, tym razem ulegając Venus Williams 2:6, 1:6. W Indian Wells Serbka zanotowała trzecią rundę, a w Miami wygrała w jednym meczu więcej.
W kwietniu awansowała do finału zawodów w Monterrey, w którym pokonała rodaczkę Jovanę Jakšić 6:2, 6:1. W Stuttgarcie także osiągnęła finał, ale przegrała w nim z Mariją Szarapową 6:3, 4:6, 1:6.

## Życie prywatne
Serbkę wychowywała matka, Dragana, towarzysząca jej podczas większych turniejów. Ojciec, Miroslav, jest biznesmenem. Ma młodszego brata, Milosa, z którym uwielbia grać w koszykówkę. Studiuje zarządzanie finansowe w Belgradzie i uczy się hiszpańskiego. Duży wpływ na to, że zaczęła grać w tenisa, miała tenisistka Monica Seles.
7 września 2007, razem z Jeleną Janković oraz Aleksandrem Đorđeviciem, stała się ambasadorem dobrej woli UNICEF w Serbii. Ivanović zajmują edukacja i ochrona dziecka: twierdzi, że bardzo zależy jej na kontaktach z dziećmi.
Na przełomie lat 2008 i 2009 spotykała się z hiszpańskim tenisistą Fernandem Verdasco. Od stycznia do sierpnia 2010 była związana z australijskim graczem golfowym Adamem Scottem. Jej najbliższym przyjacielem jest Novak Đoković. W wieku czterech lat poznała Rafaela Nadala.
Związana z byłym kapitanem reprezentacji Niemiec w piłce nożnej Bastianem Schweinsteigerem. Para pobrała się 12 lipca 2016 roku.
Często jest wykorzystywana jako jedna z zawodowych zawodniczek w grach na różnych konsolach. Jej postać znalazła się w Smash Court Tennis 3, Virtua Tennis 2009, Tennis Grand Slam, Virtua Tennis 4 oraz Top Spin 4.
Lubi słuchać popu i R&B. Jej ulubioną wokalistką jest Rihanna, a utworem „Disturbia”. Pojawiła się w piosence o nazwie „Hurricane Ana”, wyprodukowanej przez rapera Filipa Filipi.

## Styl gry
Ivanović jest bardzo agresywnie grającą zawodniczką. W latach 2007 i 2008 była jedną z czołowych zawodniczek świata, a po zwycięstwie we French Open 2008 przez 12 tygodni prowadziła w rankingu WTA. W 2009 roku jej forma wyraźnie spadła, wielu krytyków uważało, że winą słabej gry Ivanović był brak wiary i zaufania we własne możliwości. Podczas Australian Open 2010 Martina Navrátilová powiedziała, że: „nie ma do siebie zaufania i musi z tym walczyć do ostatniej piłki”. Od lutego 2010 rozpoczęła współpracę z Hainzem Gunthardem, który pomógł jej odzyskać stabilną formę. Ivanović twierdzi, że lubi wszystkie nawierzchnie, gdyż każda sprzyja jej grze.
Na początku kariery dużym atutem Serbki był szybki serwis. Podczas French Open 2007 posłała go z prędkością 201 km/h i zajmuje piąte miejsce w rankingu najszybszych kobiecych serwisów. W czasie sezonu 2009 w grze Ivanović zaczęły pojawiać się duże problemy techniczne z wyrzutem serwisu i stopniowo stawał się coraz mniej skuteczny. Problem ten w części skorygowała w 2010 roku.
Innym ważnym elementem w grze Serbki to dobry forhend, który przez wielu znawców tenisa uważany jest za jeden z najlepszy w tourze. Bekhend, choć nie tak silny jak forhend, także potrafi dać jej wiele punktów. Słabszą stroną Serbki jest gra przy siatce, która zawsze sprawiała jej dużo problemów.

## Sprzęt sportowy
Na początku swojej kariery Ivanović związana była z odzieżą i butami firmy Nike. Na początku 2006 roku przeszła do konkurencyjnego Adidasa i jako najmłodsza kobieta w historii sportu podpisała z nim kontrakt do końca swojej zawodowej kariery. Od sierpnia 2010 gra rakietą Yonex EZONE 100 model. Wcześniej używała rakiet marki Wilson.

## Finały turniejów WTA
| Legenda                     | Legenda |
| --------------------------- | ------- |
| Wielki Szlem                |         |
| Igrzyska olimpijskie        |         |
| WTA Tour Championships      |         |
| WTA Tournament of Champions |         |
| 1988 – 2008                 |         |
| Kategoria I                 |         |
| Kategoria II                |         |
| Kategoria III               |         |
| Kategoria IV                |         |
| Kategoria V                 |         |
| 2009 – 2020                 |         |
| WTA Premier Mandatory       |         |
| WTA Premier 5               |         |
| WTA Premier                 |         |
| WTA International Series    |         |
| WTA 125K series (2012–2020) |         |

### Gra pojedyncza 23 (15-8)
| Końcowy wynik | Nr  | Data                 | Turniej         | Nawierzchnia    | Przeciwniczka              | Wynik finału     |
| ------------- | --- | -------------------- | --------------- | --------------- | -------------------------- | ---------------- |
| Zwyciężczyni  | 1.  | 15 stycznia 2005     | Canberra        | Twarda          | Melinda Czink              | 7:5, 6:1         |
| Zwyciężczyni  | 2.  | 21 sierpnia 2006     | Montreal        | Twarda          | Martina Hingis             | 6:2, 6:3         |
| Finalistka    | 1.  | 4 lutego 2007        | Tokio           | Dywanowa (hala) | Martina Hingis             | 4:6, 2:6         |
| Zwyciężczyni  | 3.  | 13 maja 2007         | Berlin          | Ceglana         | Swietłana Kuzniecowa       | 3:6, 6:4, 7:6(4) |
| Finalistka    | 2.  | 9 czerwca 2007       | French Open     | Ceglana         | Justine Henin              | 1:6, 2:6         |
| Zwyciężczyni  | 4.  | 12 sierpnia 2007     | Carson          | Twarda          | Nadieżda Pietrowa          | 7:5, 6:4         |
| Zwyciężczyni  | 5.  | 30 września 2007     | Luksemburg      | Twarda (hala)   | Daniela Hantuchová         | 3:6, 6:4, 6:4    |
| Finalistka    | 3.  | 26 stycznia 2008     | Australian Open | Twarda          | Marija Szarapowa           | 5:7, 3:6         |
| Zwyciężczyni  | 6.  | 23 marca 2008        | Indian Wells    | Twarda          | Swietłana Kuzniecowa       | 6:4, 6:3         |
| Zwyciężczyni  | 7.  | 7 czerwca 2008       | French Open     | Ceglana         | Dinara Safina              | 6:4, 6:3         |
| Zwyciężczyni  | 8.  | 26 października 2008 | Linz            | Twarda (hala)   | Wiera Zwonariowa           | 6:2, 6:1         |
| Finalistka    | 4.  | 22 marca 2009        | Indian Wells    | Twarda          | Wiera Zwonariowa           | 6:7(5), 2:6      |
| Zwyciężczyni  | 9.  | 17 października 2010 | Linz            | Twarda (hala)   | Patty Schnyder             | 6:1, 6:2         |
| Zwyciężczyni  | 10. | 7 listopada 2010     | Bali            | Twarda (hala)   | Alisa Klejbanowa           | 6:2, 7:6(5)      |
| Zwyciężczyni  | 11. | 6 listopada 2011     | Bali            | Twarda (hala)   | Anabel Medina Garrigues    | 6:3, 6:0         |
| Finalistka    | 5.  | 13 października 2013 | Linz            | Twarda (hala)   | Angelique Kerber           | 4:6, 6:7(6)      |
| Zwyciężczyni  | 12. | 4 stycznia 2014      | Auckland        | Twarda          | Venus Williams             | 6:2, 5:7, 6:4    |
| Zwyciężczyni  | 13. | 6 kwietnia 2014      | Monterrey       | Twarda          | Jovana Jakšić              | 6:2, 6:1         |
| Finalistka    | 6.  | 27 kwietnia 2014     | Stuttgart       | Ceglana (hala)  | Marija Szarapowa           | 6:3, 4:6, 1:6    |
| Zwyciężczyni  | 14. | 15 czerwca 2014      | Birmingham      | Trawiasta       | Barbora Záhlavová-Strýcová | 6:3, 6:2         |
| Finalistka    | 7.  | 17 sierpnia 2014     | Cincinnati      | Twarda          | Serena Williams            | 4:6, 1:6         |
| Zwyciężczyni  | 15. | 21 września 2014     | Tokio           | Twarda          | Caroline Wozniacki         | 6:2, 7:6(2)      |
| Finalistka    | 8.  | 10 stycznia 2015     | Brisbane        | Twarda          | Marija Szarapowa           | 7:6(4), 3:6, 3:6 |

### Gra podwójna 1 (0-1)
| Końcowy wynik | Nr | Data          | Turniej          | Nawierzchnia | Partnerka        | Przeciwniczki    | Wynik finału  |
| ------------- | -- | ------------- | ---------------- | ------------ | ---------------- | ---------------- | ------------- |
| Finalistka    | 1. | 19 lipca 2006 | ’s-Hertogenbosch | Trawiasta    | Marija Kirilenko | Yan Zi Zheng Jie | 6:3, 2:6, 2:6 |

## Finały juniorskich turniejów wielkoszlemowych

### Gra pojedyncza
| Końcowy wynik | Rok  | Turniej   | Nawierzchnia | Przeciwniczka       | Wynik finału  |
| Finalistka    | 2004 | Wimbledon | Trawiasta    | Kateryna Bondarenko | 4:6, 7:6, 2:6 |

## Statystyki

### Osiągnięcia w grze pojedynczej
| Turniej         | 2003 | 2004 | 2005 | 2006 | 2007 | 2008 | 2009 | 2010 | 2011 | 2012 | 2013 | 2014 | 2015 | 2016 |
| --------------- | ---- | ---- | ---- | ---- | ---- | ---- | ---- | ---- | ---- | ---- | ---- | ---- | ---- | ---- |
| Wielki Szlem    |      |      |      |      |      |      |      |      |      |      |      |      |      |      |
| Australian Open | A    | A    | 3R   | 2R   | 3R   | F    | 3R   | 2R   | 1R   | 4R   | 4R   | QF   | 1R   | 3R   |
| French Open     | A    | A    | QF   | 3R   | F    | W    | 4R   | 2R   | 1R   | 3R   | 4R   | 3R   | SF   | 3R   |
| Wimbledon       | A    | A    | 3R   | 4R   | SF   | 3R   | 4R   | 1R   | 3R   | 4R   | 2R   | 3R   | 2R   | 1R   |
| US Open         | A    | LQ   | 2R   | 3R   | 4R   | 2R   | 1R   | 4R   | 4R   | QF   | 4R   | 2R   | 1R   | 1R   |